# 周時望
周時望，字公儼，號城山，江西广信府贵溪县人，明朝政治人物、进士出身。

## 生平
正德五年庚午科舉人，九年（1514年）甲戌科二甲七十四名进士。初授广德州知州，正德十六年（1521年）升刑部员外郎，历升吏部文选司郎中，嘉靖八年（1529年）八月大学士张璁、桂萼被工科给事中陆粲弹劾後被免官，周时望也因是桂萼乡黨被逮問去职。